# Mycetophila digtalis
Mycetophila digtalis är en tvåvingeart som beskrevs av Freeman 1951. Mycetophila digtalis ingår i släktet Mycetophila och familjen svampmyggor. Inga underarter finns listade i Catalogue of Life.